# Пеньон де Велес де ла Гомера
Пеньон де Велес де ла Гомера (на испански: Peñón de Vélez de la Gomera) е част от испанските територии на мароканското крайбрежие, заедно със Сеута, Мелиля, Алхусемас и Чафаринските острови. Управлява се от Мелиля, има малко население, съставено изцяло от военен персонал.
Велес де ла Гомера е разположен на 119 km югоизточно от Сеута, която е най-голямата испанска територия в Африка. Някога е бил остров, но сега е полуостров, постоянно свързан с Мароко от дълга 85 m пясъчна ивица, която е и най-късата граница в света. Има площ от 15 000 м2.
През 1508 г. островът е превзет от испанците, водени от Педро Наваро при експедиция срещу пиратите, които го ползват като база за нападения над южна Испания. През 1522 г. е отново превзет от берберите, като целият гарнизон загива в битката. През 1564 г. испанците си го връщат завинаги, въпреки неколкократните обсади през 1680, 1701, 1755, 1781 и 1790 г.
През 1871 г. в испанския Конгрес се водят дебати за изоставянето на Пеньон де Белес де ла Гомера поради загубата на стратегическата и военната му стойност, но решението е да се запази.